# Saint-Paul-d’Izeaux
Saint-Paul-d’Izeaux település Franciaországban, Isère megyében. Lakosainak száma 303 fő (2022. január 1.). Saint-Paul-d’Izeaux Beaucroissant, La Forteresse, Izeaux, Plan és Tullins községekkel határos.

## Népesség
A település népessége az elmúlt években az alábbi módon változott:
| Lakosok száma | 190  | 212  | 248  | 317  | 300  | 296  | 295  | 293  | 295  | 303  |
|               | 1968 | 1982 | 1990 | 2006 | 2013 | 2015 | 2017 | 2019 | 2020 | 2022 |